# 알약 (소프트웨어)
알약은 이스트소프트가 ‘전국민 보안 업그레이드’라는 가치 아래 개발한 바이러스 검사 소프트웨어이다. 개인 비영리 사용자에게는 무료이며 개인사업자, 기업, 공공기관, PC방에선 유료이다. 2012년 3월 13일 일본 시장에 진출하였고, 같은 해 일본의 다운로드 사이트 벡터에서 인기 무료 백신으로 등재되었다. 비트디펜더 엔진과 이스트소프트가 자체 개발한 테라엔진을 사용한다.
본사는 서울시 서초구 반포대로3 이스트빌딩에 위치한다.

## 주의 사항

### 1PC 1백신 권장
다른 회사의 백신 프로그램들과 같이 설치하면, 정상 동작하지 않을 수 있기 때문에 반드시 다른 백신 프로그램은 삭제한 후 알약을 설치해야 한다. 알약과 다른 백신 프로그램(V3 Lite 등)을 함께 사용하면 백신들이 충돌해 컴퓨터의 동작이 갑자기 정지/오작동하는 문제가 발생할 수도 있다.

### 오진 논란
- 2008년 12월 8일에서 9일 사이 업데이트된 내용 중 잘못된 내용이 있었는데, 그 덕에 ayupdate.exe 파일(알약 업데이트 파일)을 스파이웨어의 일종인 s.spy.lineag-glg로 진단해버리고 삭제해버리는 웃지 못할 해프닝이 있었다. 덕분에 일부 사용자들은 얄약의 업데이트 기능을 전혀 사용하지 못했다. 더 황당한 점은 알약에는 비트디펜더와 자체엔진 두 종류의 엔진이 있는데 문제를 일으킨 것이 자체 엔진이다.

- 2008년 11월에는 하우리의 바이로봇(백신)을 악성코드로 진단한 일도 있어서, 기업 간의 마찰로 번질 뻔했다.

- 2009년 월드 오브 워크래프트 클라이언트 3.2 패치 프로그램을 바이러스로 진단하는 바람에 알약이 깔린 피시방에서 패치가 안 되어 애먹은 사람이 적지 않았다(패치 할 때 반드시 알약 기능을 중지시켜야 했다).

- 2009년 3월 25일 아이온을 바이러스로 인식하여 삭제하는 사건도 발생했다.

- Creative사의 일부 사운드카드의 드라이버를 오진 처리후 삭제해버려 여러 사용자들이 소리 출력 문제를 겪기도 했다.

- 2014년 6월경 사이퍼즈를 바이러스로 오진하였다.

- 2022년 8월 30일 마이크로소프트 윈도우의 시스템 파일을 랜섬웨어로 인식하여 자동으로 삭제하는 일이 벌어졌다. 해당 시스템 파일을 삭제하면 컴퓨터는 실행되지 않으며, 로그인 화면까지 정상적으로 불러와지나 이후 메모리 누수 등 여러 문제가 일어나며 부팅되지 않는 문제가 생긴다.

사실 알약의 오진은 비트디펜더 엔진의 Generic(휴리스틱) 진단에 의한 경우가 많다. 오진 문제는 알약 뿐만 아니라 아비라(Avira)도 자신의 업데이트 파일을 오진한 적도 있고 다른 백신들도 그런 오진 문제를 일으키는 경우가 간혹 있다. 도리어 다른 외국산백신이 알약의 DB 업데이트 파일을 오진하는 경우도 있다. 이문제 피하기 위해서 오탐지검수 도입되어 비트디펜더의 업데이트 DB 파일은 바로 알약에 적용이 되지 않고 검수후 업데이트 반영이 된다. (결론적으로 비트디펜더를 사용하는 사람들 역시 동일한 오진을 겪었을 확률이 높다.)

## 주요 기능
- 빠른 검사: 자주 감염되는 바이러스와 악성코드를 빠르게 검사하고 치료한다.
- 정밀 검사: 모든 디스크 영역을 검사하여 알약이 찾아낼 수 있는 최대한의 바이러스와 악성코드를 치료한다.
- 휴리스틱 기능(사전방역): 가상 PC 환경에서 파일을 직접 실행하여 위험 정보를 수집하고 탐색하여 잠재적인 바이러스 및 악성코드로부터 사용자 PC를 보호하는 휴리스틱 기능은 신종의 위협요소를 효과적으로 사전 차단한다. 보안 강도를 단계별로 설정할 수 있다.
- 실시간 감시: 사용자의 개인용 컴퓨터를 실시간으로 감시하여 바이러스 및 악성코드 등에 노출되는 위험을 미리 차단하고 처리한다. 웹 서핑 중이나 혹은 인증되지 않은 프로그램을 설치할 때, 사용자의 의사와는 상관없이 바이러스나 악성코드가 설치될 경우 즉시 해당 바이러스 및 악성코드의 실행을 중지 시키고 자동으로 차단하며, 사용자에게 감염 사실을 알려주어 관련 파일을 일괄 치료/삭제할 수 있도록 한다.
- 시스템 정리: 개인용 컴퓨터에서 없어도 된다고 여겨지는 레지스트리 항목과 임시 파일, 사용 기록 등을 간편하게 삭제하여 시스템의 성능을 향상시키고 디스크의 남은 용량을 늘린다.
- 자동 업데이트: 매일 진행되는 자동 업데이트는 최신 바이러스 정보를 업데이트 해주어 새로이 생겨나는 신종/변종 악성코드와 바이러스로부터 사용자의 PC를 안전하게 보호한다.
- 게임 모드: 최근의 많은 게임들이 일정 이상의 시스템 리소스를 차지함에 따라 유저들이 게임을 더욱 원활히 즐길 수 있도록 자동으로 알약이 게임을 인식하여 백신을 게임 환경에 최적화 시켜준다. 지원게임으로는 아이온, 리니지, 스타크래프트, 월드오브워크래프트, 피파 온라인 2 등 지속적인 업데이트를 통해 지원 게임을 지속적으로 추가하고 있다.

이 외에도 많은 기능이 있다.
스마트폰 버전인 알약M에서는 컴퓨터용 보다 더 기능이 많다.
앱검사는 알약M만 가능하다.

## 특징
- PC 관리: 실행중인 프로세스, 설치된 프로그램 등 각종 정보를 볼 수 있다.

- 모바일 버전: 알약의 모바일 버전으로 무료 버전인 '알약M'가 제공된다.

## 같이 보기
- 백신 프로그램
- 이스트소프트
- 알툴즈
- 알송